# Ensemble pour le changement
Ensemble par le changement (en espagnol : Juntos por el Cambio) est une coalition politique nationale fondé en 2019 en Argentine pour participer aux élections nationales de 2019. La coalition est un élargissement de l'alliance Cambiemos, formée en 2015, intégrant principalement les partis Proposition républicaine, Union civique radicale et Coalition civique, pour incorporer le courant péroniste représenté par Miguel Ángel Pichetto, ex-chef du groupe au Sénat. 
La coalition annonce qu'elle présentera à l'élection présidentielle de 2019 Mauricio Macri et Miguel Ángel Pichetto, aux postes de président et vice-président respectivement.
La coalition est représentée à l'élection présidentielle de 2023 par Patricia Bullrich, qui est éliminée au premier tour avec 24 % des voix. La coalition se fracture concernant le second tour : Patricia Bullrich et l'ancien président Mauricio Macri appellent à soutenir le candidat libéral Javier Milei face au centriste Sergio Massa, tandis que l'Union civique radicale et une partie de Proposition républicaine décident de rester neutres.